# Sentier du patrimoine des aqueducs de Tai Tam

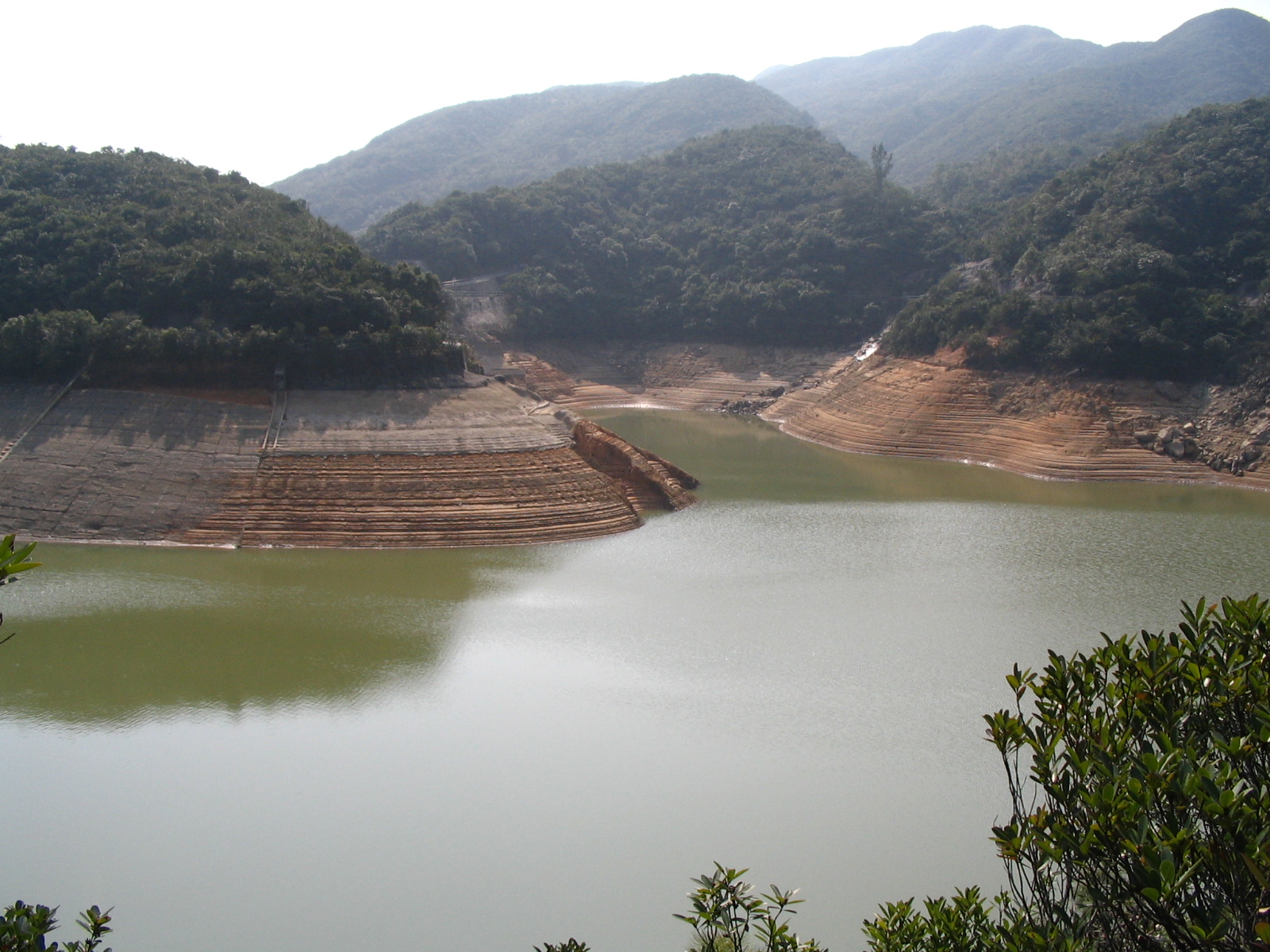
.

Le sentier du patrimoine des aqueducs de Tai Tam (大潭水務文物徑) est une randonnée touristique de Hong Kong qui comprend 22 ouvrages hydrauliques ayant une valeur historique. Situé à proximité des réservoirs de Tai Tam (en), il fait environ 5 km de long pour une durée d'environ deux heures. Son début se trouve à Wong Nai Chung Gap près de Hong Kong Parkview (en) ou au croisement de Tai Tam Road (en) et Tai Tam Reservoir Road. Dix postes d'information sont présents sur son tracé pour présenter les fonctions et les valeurs historiques des structures. Des visites guidées sont également organisées pour les écoles et les associations.
Il présente un total de 41 structures et canalisations d'eau d'avant-guerre situées dans six zones de réservoir, à savoir le réservoir de Pok Fu Lam (zh), le groupe de réservoirs de Tai Tam, le parc du réservoir de Wong Nai Chung (en), le réservoir de Kowloon (en), le réservoir de Shing Mum (en), et les réservoirs d'Aberdeen (en), qui sont des monuments déclarés depuis septembre 2009  en reconnaissance de la valeur patrimoniale de ces ouvrages hydrauliques construits à l'époque d'avant-guerre. Le sentier est créé pour les monuments déclarés du groupe de réservoirs de Tai Tam afin de permettre au public d'apprécier l'histoire de l'approvisionnement en eau et des structures d'aqueduc de Hong Kong. Parmi les six réservoirs, celui de Wong Nai Chung est reconverti en parc nautique en 1986, tandis que les autres réservoirs sont toujours en activité.

## Histoire et signification
Le groupe de réservoirs de Tai Tam comporte les réservoirs de Tai Tam (en), le réservoir Byewash de Tai Tam (en), le réservoir intermédiaire de Tai Tam (en) et le réservoir de Tai Tam Tuk. Ils ont été construits dans le cadre du programme de la vallée de Tai Tam et du programme de Tai Tam Tuk et ont une capacité totale de 9 millions de mètres cubes pour répondre aux demandes toujours croissantes en eau. Une fois terminé, la pression de la demande en eau due à l'extension de l'urbanisation, des quartiers Central et Western jusqu'à la côte est de l'île de Hong Kong, s'est progressivement relâchée.
Le réservoir de Tai Tam est le deuxième plus ancien et le plus grand réservoir construit sur l'île de Hong Kong dans le parc national de Tai Tam (en) dans l'est de Hong Kong par le gouvernement britannique colonial. Le projet dure de 1883 à 1888, pour un coût de 1 250 000 $. Sa capacité était de 1 100 000 mètres cubes à l'origine et est étendue plusieurs fois par la suite pour atteindre 1 760 000 mètres cubes.
Le réservoir de Tai Tam est important dans le développement précoce de Hong Kong. Il répondait aux besoins en eau, même aujourd'hui, pour Central, Wan Chai, Causeway Bay, North Point (en) et Shau Kei Wan (zh). Facilitant les besoins en eau de Central, le réservoir a déplacé la ville plus à l'est. La zone urbaine s'est par conséquent étendue et a avancé vers la partie orientale de l'île.
Les ressources en eau étaient encore limitées à Hong Kong au début des années 1900. Ainsi, le gouvernement colonial a mené l'extension du système d'approvisionnement en eau de Tai Tam. Le projet a été divisé en deux phases. Dans la phase I, de 1904 à 1908, le réservoir Byewash de Tai Tam et le réservoir intermédiaire de Tai Tam sont construits avec une capacité respective de 102 000 mètres cubes et 890 000 mètres cubes. La phase II commence en 1913. Le réservoir de Tai Tam Tuk est construit de 1914 à 1918 avec une capacité de 6 500 000 mètres cubes. Le système d'approvisionnement en eau de Tai Tam pouvait essentiellement répondre aux besoins de l'île de Hong Kong à ce moment-là. Le groupe de réservoirs de Tai Tam est une réminiscence de l'histoire de l'approvisionnement en eau des débuts de Hong Kong.

## Caractéristiques
Les structures de réservoir sont considérées comme une sorte de structures d'ingénierie utilitariste influencées par la renaissance italienne du génie civil victorien. Par conséquent, ils sont considérés comme ayant une valeur patrimoniale et sont conservés intacts.
En ce qui concerne les techniques d'ingénierie utilisées, le système utilisé dans le réservoir de Tai Tam repose beaucoup moins sur l'écoulement par gravité, qui ne représente qu'environ 20 % de la capacité totale de l'ultime approvisionnement en eau douce. Il est construit à l'aide de techniques d'ingénierie plus avancées que celles utilisées pour la construction de celui de Pok Fu Lam, car le système du réservoir de Pok Fu Lam (zh) repose entièrement sur un principe simple basé sur la gravité, l'eau s'écoulant d'un endroit plus haut vers un endroit plus bas.

## Structures historiques du sentier
Le sentier est un exemple de conservation et de revitalisation du patrimoine de Hong Kong. Il existe de nombreuses structures d'adduction d'eau avec une valeur historique précieuse dans le groupe de réservoirs de Tai Tam le long du sentier, les suivantes sont des monuments déclarés, y compris les vanneries, les ponts, les quartiers du personnel, etc. Ce projet de revitalisation est différent des autres projets passés en ce sens qu'aucune ressource supplémentaire n'est requise pour y être affectée.
Les images de toutes les structures énumérées ci-dessous sont disponibles sur le site Web de Conserve and Revitalize Hong Kong Heritage. Ils sont collectivement appelés : « 22 structures historiques du groupe de réservoirs de Tai Tam ».
| Ouvrages hydrauliques                                                              | Année de construction | Description/Histoire | Image |
| ---------------------------------------------------------------------------------- | --------------------- | --- | ----- |
| 1. Barrage du réservoir supérieur de Tai Tam                                       | 1883–1888             | Ce barrage-réservoir était la plus grande structure de barrage construite à Hong Kong en 1888. Il mesurait à l'origine 30,5 mètres de haut, 121,9 mètres de long et 18,3 mètres de large à sa base, puis a été surélevé d'un autre 3,84 mètres en 1897. Les murs imposants de ce barrage-poids en béton recouvert de maçonnerie contiennent les eaux du réservoir vers Central. La maçonnerie est grossièrement habillée de margelles en pierre de taille. Les eaux gravitaient à travers un tunnel de 2,2 kilomètres de long et un aqueduc de 5 kilomètres jusqu'à la destination. Le long du barrage, des passerelles ou des bermes, qui étaient vraisemblablement destinées à une inspection régulière, sont soutenues par des chandeliers en forme de T inversé |       |
| 2. Vannerie du réservoir supérieur Tai Tam                                         | 1883–1888             | Au sommet du barrage-réservoir, la vannerie construite en blocs de granit rustiqués à face rocheuse est située à un tiers du chemin. Elle a été construite dans une structure carrée avec une ouverture de porte et deux ouvertures de fenêtre arrière, mais est condamnée aujourd'hui. Un toit plat avec la corniche en saillie, soutenu par des encorbellements ornementaux sculptés avec de petits espaces intermédiaires pour la ventilation, a remplacé le toit en croupe. |       |
| 3. Aqueduc en maçonnerie du réservoir supérieur de Tai Tam                         | 1883–1888             | Il a 21 arches et est situé derrière une petite colline au sud-ouest du barrage. L'aqueduc et le pont en maçonnerie ont été construits de manière très similaire. En d'autres termes, l'aqueduc est également constitué d'épaisses dalles de béton reposant sur des piliers et des colonnes en maçonnerie renforcée et moulée, à travers ce qui était probablement autrefois le lit d'un cours d'eau, et il détourne les eaux de pluie d'un bassin de drainage indirect vers le réservoir supérieur. Il était considéré comme un élément du patrimoine du génie civil victorien. |       |
| 4. Pont en maçonnerie du réservoir supérieur de Tai Tam                            | 1883–1888             | Les ponts en maçonnerie sont construits avec des dalles de béton épaisses soutenues par des piliers ou des colonnes construites en béton armé. Des piliers et des colonnes coiffés de chapiteaux ou de corbeaux moulurés sont utilisés pour donner un support supplémentaire aux ponts. Les deux ponts sont construits à angle droit par rapport à l'aqueduc derrière une petite colline au sud-ouest du barrage. Les ponts en maçonnerie enjambent l'endroit où se trouvait autrefois le réservoir supérieur Byewash de Tai Tam. Ce sont les structures les plus anciennes du sentier avec l'aqueduc en maçonnerie, le barrage, la vannerie et l'entrée du tunnel. |       |
| 5. Maison d'archiviste et entrée du tunnel du réservoir supérieur de Tai Tam       | 1883–1888 & 1917      | Ce tunnel de réservoir indique l'application des compétences d'ingénierie avancées à cette époque. L'entrée du tunnel marquée par une pierre commémorative avec les dates 1883-8 est située au sud du barrage. Il achemine l'eau stockée dans le réservoir de Tai Tam à travers le ponceau avec une grille en fer et répond aux besoins d'approvisionnement en eau des résidents et des entreprises des districts du centre et de l'ouest de l'île de Hong Kong via le passage de l'aqueduc Bowen à travers Wan Chai. Des passerelles d'accès avec garde-corps tubulaires en acier ont été construites au-dessus. Une trentaine d'années plus tard, une maison d'archiviste à toit plat avec un soubassement uni au parapet, surmontant l'entrée du tunnel, est construite pour surveiller les débits d'eau. Contrairement à la conception simple de sa porte d'entrée et de sa fenêtre, cette maison d'archiviste a été construite avec des murs de granit à assises. |       |
| 6. Barrage du réservoir Byewash de Tai Tam                                         | 1904                  | Bâti dans une construction gravitaire en béton revêtue de maçonnerie, le barrage réservoir est soutenu et renforcé à chaque extrémité par des murs en aile en moellons étagés. Il y a un trop-plein ou un déversoir sur presque toute la longueur de celui-ci. |       |
| 7. Vannerie du réservoir Byewash de Tai Tam                                        | 1904                  | La petite vannerie caractérisée par des murs de granit à parois rocheuses est de forme rectangulaire. Il est situé à mi-chemin le long du barrage subsidiaire où des passerelles d'accès destinées aux inspections régulières sont utilisées de nos jours par les randonneurs dans le parc national de Tai Tam. |       |
| 8. Section à 21 arches de l'aqueduc Bowen                                          | 1885–1887             | Celui-ci est situé sur le sentier de fitness Bowen, et non sur le sentier du patrimoine des aqueducs de Tai Tam. Par conséquent, il existe 22 structures historiques et le sentier du patrimoine en contient 21. |       |
| 9. Barrage du réservoir intermédiaire de Tai Tam                                   | 1904–1907             | Les parois latérales en béton et les garde-corps tubulaires en acier forment un bassin de tranquillisation avec le barrage en maçonnerie du réservoir intermédiaire de Tai Tam. Pour des raisons de sécurité, toute la section du déversoir du barrage a été réduite de 3 mètres soixante-dix ans plus tard après l'achèvement de la structure d'origine. Cela peut être observé à partir de sa perspective légèrement en retrait à sa crête. |       |
| 10. Vannerie du réservoir intermédiaire Tai Tam                                    | 1904–1907             | Située sur une plate-forme en saillie, la vannerie est accessible par une passerelle. La porte et les fenêtres ont une caractéristique en arc en plein cintre. Une tête de trémie ornementale peut être vue. |       |
| 11. Barrage du réservoir de Tai Tam Tuk                                            | 1912–1917             | La construction de ce barrage a commencé en 1912 alors que l'approvisionnement en eau s'est à nouveau avéré insuffisant après le projet de Tai Tam. |       |
| 12. Vannerie du réservoir de Tai Tam Tuk                                           | 1917                  | La vannerie est située près de l'extrémité sud du barrage du réservoir de Tai Tam Tuk. Il est rectangulaire, avec toit plat et mur de granit. |       |
| 13. Pierre commémorative du réservoir de Tai Tam Tuk                               | 1918                  | En 1918, une pierre commémorative est apposée près de l'extrémité sud au sommet du barrage pour marquer l'achèvement du projet. Le nom de Daniel Joseph Jaffé (en), en l'honneur duquel Jaffé Road dans le district de Wan Chai a été nommée, apparaît dans le coin inférieur gauche. |       |
| 14. Pont en maçonnerie du réservoir de Tai Tam Tuk                                 | 1907                  | Le pont a des parapets courbés avec des margelles de granit bosselées ou habillées. À son sommet, il est bordé de corniches décoratives. De nos jours, les ponts assurent encore l'accessibilité au système de retenue. |       |
| 15. Pont en maçonnerie du réservoir de Tai Tam Tuk                                 | 1907                  | Parmi les ponts, deux sont particulièrement hauts et comportent des impostes de granit s'insérant entre les colonnes et les arches. En septembre 2009, ce pont de maçonnerie a été déclaré monument par la secrétaire au Développement Carrie Lam. |       |
| 16. Pont en maçonnerie du réservoir de Tai Tam Tuk                                 | 1907                  | Chaque pont en arc de granit est structuré avec d'énormes colonnes. |       |
| 17. Pont en maçonnerie du réservoir de Tai Tam Tuk                                 | 1907                  | Le long de la rive ouest du réservoir de Tai Tam Tuk, quatre ponts en maçonnerie ont été construits. Ces ponts traversent les lits des cours d'eau. |       |
| 18. Station de pompage d'eau brute de Tai Tam Tuk                                  | 1907                  | Le rôle de la station de pompage était de pomper l'eau. Elle a été construite avec des briques rouges et a des toits en pente en tuiles chinoises. |       |
| 19. Puits de cheminée de la station de pompage d'eau brute de Tai Tam Tuk          | 1907                  | Il s'agit de la seule cheminée d'aqueduc qui subsiste à Hong Kong. Cette cheminée carrée de 19 m a été construite en briques rouges et était utilisée avec un moteur à vapeur à charbon. Elle a été abandonnée après la Seconde Guerre mondiale. La salle des machines est classée comme néo-géorgienne. |       |
| 20. Quartier du personnel de la station de pompage d'eau brute de Tai Tam Tuk      | 1905–1907             | Il est peint en jaune clair. Des tuiles chinoises recouvrent le toit. Il est toujours exploité par le service d'approvisionnement en eau. |       |
| 21. Station de pompage d'eau brute no 2 de Tai Tam Tuk                             | 1936                  | Achevé en 1936, c'est un petit immeuble de deux étages qui attend d'être revitalisé. |       |
| 22. Quartier du personnel de la station de pompage d'eau brute no 2 de Tai Tam Tuk | 1905                  | Construit en 1905, il était à l'origine destiné au gestionnaire du réseau d'aqueduc. Maintenant, il est géré par l'agence immobilière du gouvernement. |       |

## Visite guidée
La visite guidée du sentier du patrimoine des aqueducs de Tai Tam est introduite par le bureau du commissaire au patrimoine fin septembre 2009 pour encourager les jeunes (seuls les 12-18 ans peuvent participer à la visite) à apprécier ces monuments centenaires et à en apprendre davantage sur l'histoire de l'approvisionnement en eau de Hong Kong.
La plupart des installations du patrimoine hydraulique de Tai Tam sont intactes et fonctionnent toujours, bien que certaines (la station de pompage d'eau brute de Tai Tam Tuk et son puits de cheminée) ne soient pas accessibles au public. Cependant, les participants aux visites guidées sont autorisés à les visiter.
Entre le 10 octobre 2009 et le 19 décembre 2009, il y eut des visites guidées sur le sentier du patrimoine des aqueducs de Tai Tam tous les samedis matin, à partir de 10h30 ou 11h30. La visite fait environ 5 km de long et dure environ deux heures. Elle commence à Tai Tam Reservoir Road (près de Parkview) et se termine à la station de pompage d'eau brute de Tai Tam Tuk.